# Mordellistena erythroderes
Mordellistena erythroderes là một loài bọ cánh cứng trong họ Mordellidae. Loài này được Hill miêu tả khoa học năm 1922.